# Ancistrocerus monstricornis
Ancistrocerus monstricornis är en stekelart som beskrevs av Giordani Soika. Ancistrocerus monstricornis ingår i släktet murargetingar, och familjen Eumenidae. Inga underarter finns listade i Catalogue of Life.